# 2e arrondissement de Paris
Ne doit pas être confondu avec Paris 2.
Pour l’article homonyme, voir Ancien 2e arrondissement de Paris.
Le 2e arrondissement de Paris est le produit de l'extension de Paris aux XVe et XVIe siècles. Les premières habitations urbaines datent cependant du XIVe siècle. Ainsi, l'enceinte de Charles V (1371—1380) s'étendait déjà jusqu'à la rue d'Aboukir. Au XVIe siècle, la ville s'étend jusqu'au niveau actuel des Grands Boulevards, alors tracé de l'enceinte de Louis XIII.
Les principaux édifices sont aujourd'hui les anciens sièges de la Bourse et de la Bibliothèque nationale de France (BNF) — Site Richelieu / Louvois.
Avec une superficie de 99 hectares, il est le plus petit arrondissement de Paris.
Aux termes de l'article R2512-1 du Code général des collectivités territoriales (partie règlementaire), il porte également le nom d'« arrondissement de la Bourse », mais cette appellation est rarement employée dans la vie courante.
La loi du 28 février 2017 sur le statut de Paris et l’aménagement métropolitain prévoit le regroupement des conseils et des services des quatre arrondissements centraux après les élections municipales de 2020. Cette nouvelle entité prend le nom de Paris Centre.

## Historique
Le 2e arrondissement dit arrondissement de la Bourse a été créé par la loi du 16 juin 1859, lors de l'extension de Paris jusqu'à l'enceinte de Thiers et donne lieu à un nouveau découpage.
Ainsi le 1er arrondissement est créé à partir d'une partie des anciens 1er, 2e, 3e, 5e et 6e arrondissements. 
À sa création, le 2e arrondissement était borné au Nord par une ligne partant du boulevard des Capucines, en face de la rue Neuve-des-Capucines et suivant l'axe de ce boulevard et des boulevards des Italiens, Montmartre, Bonne-Nouvelle, Saint-Denis, jusqu'au boulevard de Sébastopol, l'axe de ce boulevard jusqu'à la rue aux Ours, à l'Est, puis au Sud, l'axe du prolongement de cette rue jusqu'à la place des Victoires, l'axe de cette place et celui des rues Neuve-des-Petits-Champs et Neuve-des-Capucines jusqu'au point de départ.

### Limites de l'arrondissement
Les limites actuelles du 2e arrondissement datent de 1860, à la suite de la loi du 16 juin 1859 donnant lieu à un nouveau découpage de Paris en 20 arrondissements. Elles comprennent une partie de l'ancien 2e arrondissement, une partie de l'ancien 3e et une partie de l'ancien 5e.
L'arrondissement est compris entre les voies suivantes, dans le sens horaire :
- Vis-à-vis du 9e arrondissement :
  - Boulevard des Capucines,
  - Place de l'Opéra,
  - Boulevard des Capucines,
  - Boulevard des Italiens,
  - Boulevard Montmartre,
  - Boulevard Poissonnière.
- Vis-à-vis du 10e arrondissement :
  - Boulevard de Bonne-Nouvelle,
  - Boulevard Saint-Denis.
- Vis-à-vis du 3e arrondissement :
  - Boulevard de Sébastopol.
- Vis-à-vis du 1er arrondissement :
  - Rue Étienne-Marcel,
  - Place des Victoires,
  - Rue des Petits-Champs,
  - Rue Danielle-Casanova,
  - Rue des Capucines.

Depuis les élections municipales de mars 2020, la gestion administrative est effectuée  avec les 1er, 3e et 4e arrondissements dans la mairie de Paris-centre, ancienne mairie du 3e, du fait du regroupement des quatre arrondissements du centre de Paris au sein du 1er secteur. Le 2e arrondissement n'a plus d'existence politique, mais il conserve une existence postale : les codes postaux n'ont pas changé.

## Administration
Depuis le 11 juillet 2020, il n'y a plus d'administration de l'arrondissement.
Les personnalités exerçant une fonction élective dont le mandat est en cours et en lien direct avec le territoire du 2e arrondissement de Paris sont les suivantes :
| Élection     | Territoire                                               | Titre             | Nom              | Tendance politique | - | Début de mandat | Fin de mandat |
| ------------ | -------------------------------------------------------- | ----------------- | ---------------- | ------------------ | - | --------------- | ------------- |
| Municipales  | 2e arrondissement de Paris                               | Maire du 2e arrdt | Jacques Boutault | EELV               |   | Mars 2014       | Juillet 2020  |
| Municipales  | Ville de Paris (2 conseillers de Paris dans le 2e arrdt) | Maire de Paris    | Anne Hidalgo     | PS                 |   | Mars 2014       | 2026          |
| Législatives | 1re circonscription                                      | Député            | Sylvain Maillard | RE                 |   | 18 juillet 2024 | 2029          |

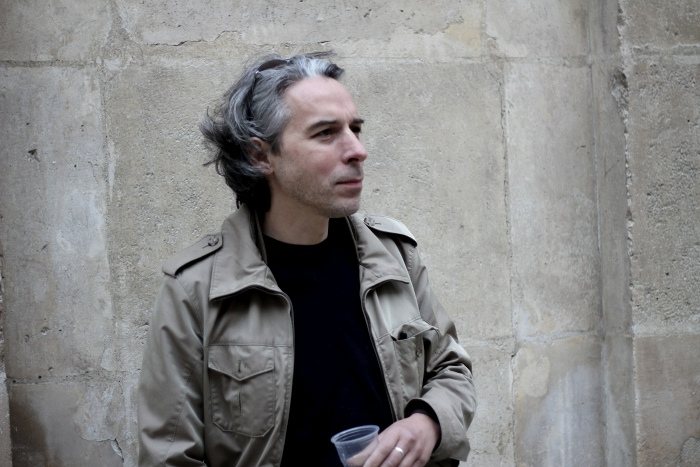
Maire EELV du 2e arrdt : Jacques Boutault.
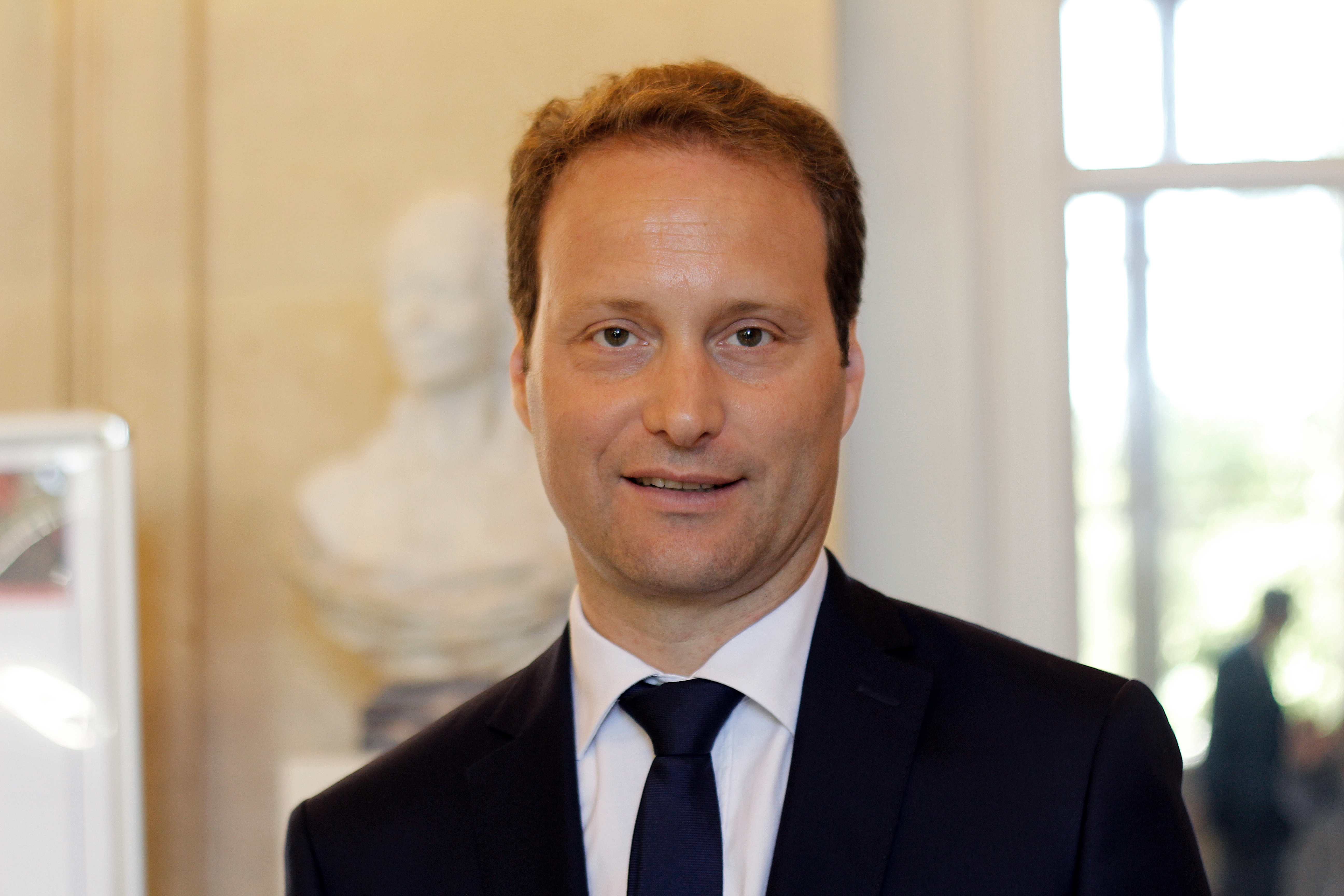
Député LREM de la 1re circonscription de Paris : Sylvain Maillard.

### Mairie d'arrondissement
| Élection | Identité         | Parti            | Notes                      |
| -------- | ---------------- | ---------------- | -------------------------- |
| 1983     | Alain Dumait     | UDF              | Élu en 1983.               |
| 1989     | Benoîte Taffin   | UDF              | Élue en 1989 et 1995.      |
| 2001     | Jacques Boutault | Les Verts / EELV | Élu en 2001, 2008 et 2014. |

### Conseillers de Paris du2earrondissement
Le 2e arrondissement de Paris envoie deux élus au Conseil de Paris. Depuis mars 2014, ceux-ci sont Jacques Boutault (EELVA), Véronique Levieux (PS). Le Conseil d'arrondissement comprend 11 sièges.
 (août 2025).
| Secteur       | Arrondissement | Conseillers de Paris | Conseillers de Paris | Conseillers de Paris | Conseillers d'arrondissement | Conseillers d'arrondissement | Conseillers d'arrondissement | Nombre d'élus par arrondissement | Nombre d'élus par arrondissement | Nombre d'élus par arrondissement | Habitants par conseiller de Paris | Habitants par conseiller de Paris |
| Secteur       | Arrondissement | de 1983 à 2014       | de 2014 à 2020       | depuis 2020          | avant 2014                   | de 2014 à 2020               | depuis 2020                  | avant 2014                       | de 2014 à 2020                   | depuis 2020                      | en 2015,                          | en 2021,                          |
| ------------- | -------------- | -------------------- | -------------------- | -------------------- | ---------------------------- | ---------------------------- | ---------------------------- | -------------------------------- | -------------------------------- | -------------------------------- | --------------------------------- | --------------------------------- |
| Paris Centre  | 1er            | 3                    | 1                    | 8                    | 10                           | 10                           | 16                           | 13                               | 11                               | 24                               | 16 545                            | 12 269                            |
| Paris Centre  | 2e             | 3                    | 2                    | 8                    | 10                           | 10                           | 16                           | 13                               | 12                               | 24                               | 10 398                            | 12 269                            |
| Paris Centre  | 3e             | 3                    | 3                    | 8                    | 10                           | 10                           | 16                           | 13                               | 13                               | 24                               | 11 683                            | 12 269                            |
| Paris Centre  | 4e             | 3                    | 2                    | 8                    | 10                           | 10                           | 16                           | 13                               | 12                               | 24                               | 13 573                            | 12 269                            |
| 5e            | 5e             | 4                    | 4                    | 4                    | 10                           | 10                           | 10                           | 14                               | 14                               | 14                               | 14 833                            | 14 210                            |
| 6e            | 6e             | 3                    | 3                    | 3                    | 10                           | 10                           | 10                           | 13                               | 13                               | 13                               | 14 143                            | 13 403                            |
| 7e            | 7e             | 5                    | 4                    | 4                    | 10                           | 10                           | 10                           | 15                               | 14                               | 14                               | 13 533                            | 11 987                            |
| 8e            | 8e             | 3                    | 3                    | 3                    | 10                           | 10                           | 10                           | 13                               | 13                               | 13                               | 12 231                            | 11 708                            |
| 9e            | 9e             | 4                    | 4                    | 4                    | 10                           | 10                           | 10                           | 14                               | 14                               | 14                               | 14 852                            | 14 738                            |
| 10e           | 10e            | 6                    | 7                    | 7                    | 12                           | 14                           | 14                           | 18                               | 21                               | 21                               | 13 110                            | 11 935                            |
| 11e           | 11e            | 11                   | 11                   | 11                   | 22                           | 22                           | 22                           | 33                               | 33                               | 33                               | 13 621                            | 12 962                            |
| 12e           | 12e            | 10                   | 10                   | 10                   | 20                           | 20                           | 20                           | 30                               | 30                               | 30                               | 14 234                            | 14 095                            |
| 13e           | 13e            | 13                   | 13                   | 13                   | 26                           | 26                           | 26                           | 39                               | 39                               | 39                               | 14 094                            | 13 719                            |
| 14e           | 14e            | 10                   | 10                   | 10                   | 20                           | 20                           | 20                           | 30                               | 30                               | 30                               | 13 999                            | 13 637                            |
| 15e           | 15e            | 17                   | 18                   | 18                   | 34                           | 36                           | 36                           | 51                               | 54                               | 54                               | 13 055                            | 12 653                            |
| 16e           | 16e            | 13                   | 13                   | 13                   | 26                           | 26                           | 26                           | 39                               | 39                               | 39                               | 12 730                            | 12 466                            |
| 17e           | 17e            | 13                   | 12                   | 12                   | 26                           | 24                           | 24                           | 39                               | 36                               | 36                               | 14 044                            | 13 701                            |
| 18e           | 18e            | 14                   | 15                   | 15                   | 28                           | 30                           | 30                           | 42                               | 45                               | 45                               | 13 172                            | 12 563                            |
| 19e           | 19e            | 12                   | 14                   | 14                   | 24                           | 28                           | 28                           | 36                               | 42                               | 42                               | 13 261                            | 12 973                            |
| 20e           | 20e            | 13                   | 14                   | 14                   | 26                           | 28                           | 28                           | 39                               | 42                               | 42                               | 13 968                            | 13 558                            |
| Nombre d'élus | Nombre d'élus  | 163                  | 163                  | 163                  | 354                          | 364                          | 340                          | 517                              | 527                              | 503                              | 13 537                            | 13 087                            |

- Sous-représentation supérieure de 5 % à la moyenne.
- Sur-représentation supérieure de 5 % à la moyenne.

### Députés
Le 2e arrondissement est inclus dans la deuxième circonscription de Paris de 1958 à 1986, comprenant aussi le 3e arrondissement. À partir de 1988, il fait partie de la 1re circonscription avec les 1er, 3e et 4e arrondissements. À compter de la XIVe législature, le 2e arrondissement reste intégré à la première circonscription avec les 1er et 8e arrondissements et la plus grande partie du 9e.
Depuis 1958, les députés couvrant le 2e arrondissement ont été Michel Junot (1958-1962), Jean Sainteny (1962-1963), Amédée Brousset (1963-1967), Jacques Dominati (1967-1978), Abel Thomas (1978-1981), Pierre Dabezies (1981), à nouveau Jacques Dominati (1982-1993), puis Laurent Dominati (1993-2002) et Martine Billard (2002-2012), Pierre Lellouche (2012-2017) et Sylvain Maillard (élu en 2017).

### Politique nationale
| Scrutin             | Scrutin             | 1er tour | 1er tour | 1er tour | 1er tour | 1er tour  | 1er tour | 1er tour | 1er tour | 1er tour | 1er tour | 1er tour | 1er tour | 2d tour | 2d tour | 2d tour | 2d tour | 2d tour | 2d tour |
| Scrutin             | Scrutin             | 1er      | 1er      | %        | 2e       | 2e        | %        | 3e       | 3e       | %        | 4e       | 4e       | %        | 1er     | 1er     | %       | 2e      | 2e      | %       |
| ------------------- | ------------------- | -------- | -------- | -------- | -------- | --------- | -------- | -------- | -------- | -------- | -------- | -------- | -------- | ------- | ------- | ------- | ------- | ------- | ------- |
| Présidentielle 2017 | Présidentielle 2017 |          | EM       | 44,40    |          | LR        | 23,38    |          | LFI      | 15,96    |          | PS       | 9,73     |         | EM      | 92,61   |         | FN      | 7,39    |
| Présidentielle 2022 | Présidentielle 2022 |          | LREM     | 43,52    |          | LFI       | 24,84    |          | EELV     | 8,76     |          | REC      | 7,01     |         | LREM    | 88,74   |         | RN      | 11,26   |
| Législatives 2022   | 1er                 |          | Ren-Ens  | 40,57    |          | LFI-Nupes | 34,72    |          | UDI      | 5,47     |          | LR       | 5,26     |         | Ren     | 57,45   |         | LFI     | 42,55   |
| Législatives 2024   | 1er                 |          | Ren-Ens  | 41,83    |          | LFI-NFP   | 40,63    |          | RN       | 7,88     |          | LR       | 3,71     |         | Ren     | 55,32   |         | LFI     | 44,68   |

## Démographie
En 2009, la population était de 21 417 habitants pour 99,1 hectares, soit une densité moyenne de 21 633 hab./km2. L'arrondissement représente environ 1 % de la population parisienne.
| Année (recensement national) | Population | Densité (hab. par km2) |
| ---------------------------- | ---------- | ---------------------- |
| 1861                         | 81 609     | 82 267                 |
| 1872                         | 73 578     | 74 321                 |
| 1936                         | 41 780     | 42 202                 |
| 1954                         | 43 857     | 44 300                 |
| 1962                         | 40 864     | 41 194                 |
| 1968                         | 35 357     | 35 642                 |
| 1975                         | 26 328     | 26 540                 |
| 1982                         | 21 203     | 21 374                 |
| 1990                         | 20 738     | 20 905                 |
| 1999                         | 19 585     | 19 743                 |
| 2006                         | 21 259     | 21 474                 |
| 2011                         | 22 927     | 23 158                 |
| 2017                         | 21 042     | 21 254                 |

## Géographie

### Quartiers administratifs

Les quartiers administratifs du 2e arrondissement.

Comme chaque arrondissement parisien, le 2e est divisé en 4 quartiers administratifs :
1. Quartier Gaillon (5e quartier de Paris)
2. Quartier Vivienne (6e quartier de Paris)
3. Quartier du Mail (7e quartier de Paris)
4. Quartier de Bonne-Nouvelle (8e quartier de Paris)

### Principales rues et voies
- Rue Sainte-Anne
- Rue de la Paix
- Rue Montorgueil
- Avenue de l'Opéra
- Rue du Quatre-Septembre
- Rue Réaumur
- Rue Montmartre
- Rue Saint-Denis
- Rue Saint-Sauveur
- Rue du Sentier
- Rue de Richelieu
- Rue d'Uzès
- Rue Poissonnière
- Rue Notre-Dame-des-Victoires
- Rue d'Aboukir
- Rue de Cléry
- Rue Léopold-Bellan
- Rue du Louvre
- Rue de Turbigo
- Rue Étienne-Marcel
- Rue Saint-Augustin
- Rue des Petits-Champs
- Boulevard des Capucines
- Boulevard des Italiens
- Boulevard Montmartre
- Boulevard Poissonnière
- Boulevard de Bonne-Nouvelle
- Boulevard de Sébastopol
- Rue des Capucines

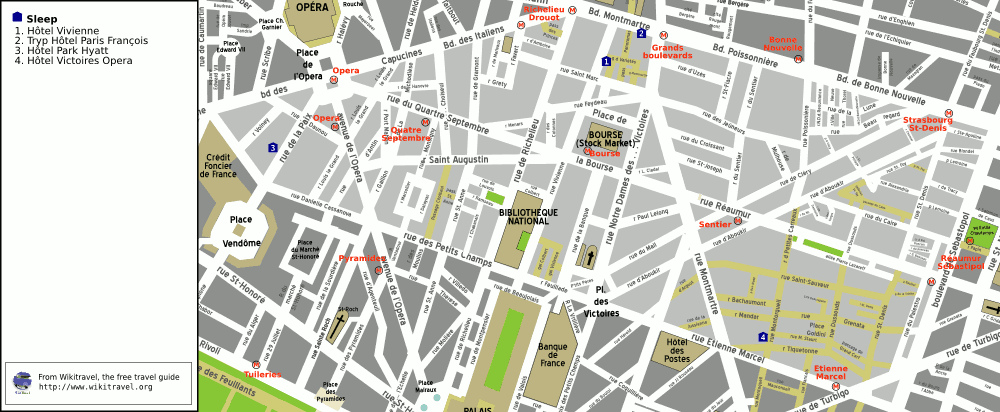
Plan du 2e arrondissement.

- Rue de la Banque (siège de l'ancienne mairie du 2e)

## Presse et politique
Dès la période de la Restauration, puis sous le Second Empire, le quartier de la Bourse, et plus spécifiquement la rue du Croissant, étaient qualifiés de République du Croissant.

## Bâtiments et installations

### Monuments et lieux remarquables
- Palais Brongniart qui abrita la Bourse de Paris, œuvre de l'architecte Alexandre-Théodore Brongniart
- Caffè Stern le restaurant italien du passage des Panoramas
- Le Centorial, auparavant siège central du Crédit lyonnais, Boulevard des Italiens
- Palais Berlitz, qui a remplacé le pavillon de Hanovre, Boulevard des Italiens
- Opéra-Comique, place Boieldieu
- Basilique Notre-Dame-des-Victoires
- Ancienne Mairie du 2e arrondissement, 8 rue de la Banque
- Fontaine Gaillon
- Passage Choiseul
- Passage des Panoramas
- Galerie Vivienne
- Galerie Colbert
- Passage du Grand-Cerf
- Tour Jean-sans-Peur
- Poste du Louvre

### Bâtiments importants
- Agence France-Presse (AFP), place de la Bourse
- Autorité des marchés financiers (AMF), 17 place de la Bourse

### Établissements scolaires et universitaires
- École nationale des chartes (ENC), grand établissement de l'Université PSL ;
- Institut national d'histoire de l'art (INHA)
- Institut national du patrimoine (INP)
- Centre de formation et de perfectionnement des journalistes (CFPJ)

La galerie Colbert accueille, outre l'INHA et l'INP, des laboratoires de recherches et écoles doctorales d'universités et de grandes écoles parisiennes, liés à l'histoire de l'art.

### Lieux de culte
- Basilique Notre-Dame-des-Victoires
- Église Notre-Dame-de-Bonne-Nouvelle
- Église Saint-Sauveur

### Complexes sportifs
Le gymnase Jean Dame est le principal équipement sportif du 2e arrondissement. Il est situé rue Léopold-Bellan. Plusieurs associations y proposent de nombreuses activités, allant de la natation au judo en passant par l'escrime. Ce gymnase comporte aussi une salle de spectacle.

### Espaces verts
La politique d'aménagement urbain voulue par Haussmann prévoyait un square par quartier administratif, c'est-à-dire quatre par arrondissement. L’exiguïté du 2e arrondissement et le peu de transformations dont il fut l'objet ne permit pas d'atteindre l'objectif. Il contient aujourd'hui deux squares  publics : le square Louvois et le square Jacques-Bidault. Le 2e est ainsi l'arrondissement de Paris le moins doté en espaces verts.
Depuis septembre 2022, le jardin Vivienne de la Bibliothèque nationale, sur le site Richelieu, a été réaménagé autour du projet Hortus papyrifer – le jardin papyrifère (ou jardin de papier). Son dessin évoque directement le monde du livre et du papier, traçant un lien évident avec la Bibliothèque,  tout en faisant écho aux activités de l’édition et de la presse, caractéristiques de l’arrondissement aux XIXᵉ et XXᵉ siècles.

### Marché
Le seul marché de l'arrondissement se tient place de la Bourse, deux après-midis par semaine.

## Économie et tourisme

### Revenus de la population et fiscalité
En 2011, le revenu fiscal médian par ménage était de 34 134 €, ce qui place le 2e arrondissement au 14e rang parmi les 20 arrondissements de Paris.
Selon l'Observatoire des inégalités, le 2e arrondissement de Paris est l'une des communes abritant la population aux plus hauts revenus de France. Le 2e arrondissement de Paris se classe au 8e rang des communes de plus de 20 000 habitants en France où « les riches sont les plus riches » avec un niveau de vie annuel (revenus après impôts pour une personne seule) minimum des 10 % les plus riches de 83 070 euros en 2019.

## Culture

### Musées
- Musée de la BnF et Cabinet des médailles de la Bibliothèque nationale de France (site Richelieu, qui accueille divers départements de cette institution).
- Théâtre-Musée des Capucines

### Cinémas
- Le Grand Rex
- Gaumont-Opéra
- Pathé BNP Paribas (ex Opéra premier)

### Théâtres et salles de musique
- Théâtre Daunou
- Théâtre des Bouffes-Parisiens
- Théâtre de la Michodière
- Théâtre national de l'Opéra-Comique (salle Favart)
- Théâtre des Variétés
- Ancien Théâtre Ventadour, rue Dalayrac (dont l’intérieur a été détruit lors de sa reconversion en bureaux pour un groupe bancaire, puis à nouveau transformé à partir de 2025 pour accueillir des logements[20]).
- Ancien Théâtre du Vaudeville, place de la Bourse (détruit).
- Ancienne Salle Érard, rue Paul-Lelong (dont la plus grande partie des espaces intérieurs ont été reconvertis)[21].

### Bibliothèques et librairies
- Le site historique de la Bibliothèque nationale de France (quadrilatère Richelieu) se trouve dans le 2e arrondissement, rue de Richelieu.
- La bibliothèque Charlotte-Delbo, passage des Petits-Pères, constitue la seule bibliothèque municipale du 2ᵉ arrondissement. Elle conserve un fonds consacré à la littérature érotique, en écho aux sociabilités galantes du quartier : celles des galeries du Palais-Royal (XVIIIᵉ–XIXᵉ s.)[22], du quartier Chabanais et de ses maisons closes (XIXᵉ–début XXᵉ s.)[23], de la prostitution liée à la vie théâtrale, telle que décrite par Émile Zola dans Nana (1880)[24], ainsi que de la rue Sainte-Anne, associée à la prostitution masculine et aux lieux de rencontre homosexuels à partir des années 1950.
- L'arrondissement compte plusieurs librairies indépendantes : Ici Librairie[25] créée en 2018 , boulevard Poissonnière ; la Librairie Petite Égypte[26] créée en 2016, rue des Petits-Carreaux ; et la Librairie Théâtrale[27] créée en 1840, rue de Marivaux.

### Arts
Un pôle d'enseignement supérieur concernant l'histoire de l'art s'est développé aux alentours de la Bibliothèque nationale de France (cf. supra).

#### Œuvres d’art placées dans l’espace public
- Le Mur des vents de Pierre Comte, rue Dussoub[28].

## Habitants, visiteurs notoires et personnages de fiction liés à l'arrondissement

### Habitants notoires
- Jean-François Florent Seigland (1825-1895), général de brigade français, y est mort.
- Jules-Théophile Boucher (1847-1924), comédien, sociétaire de la Comédie-Française, vécut 14 rue Beauregard à la fin de sa vie[réf. nécessaire].
- Henri Gautreau (1859-1947), inventeur-fabricant, vécut avec son père au 63 rue Sainte-Anne dans les années 1870-1880.
- Vladimir Peška (1920-2002), intellectuel tchécoslovaque.
- Frédéric Chopin , compositeur et pianiste franco-polonais, vécut au 27 boulevard Poissonnière de septembre 1831 à juin 1832[29],[30],[31].
- Adolfo Kaminsky, photographe engagé et faussaire spécialisé dans la fabrication de faux papiers d’identité, vécut dans la clandestinité rue des Jeûneurs[32].
- Louis-Ferdinand Céline, grandit passage Choiseul[33]. Les lieux apparaissent dans le roman Mort à crédit (1936).
- Eugène Viollet-le-Duc, architecte et théoricien de l'architecture, est né au 1 rue la Chabanais en 1814.
- Emile Zola, journaliste et écrivain, est né au 10 rue Saint-Joseph en 1840[34].
- Jacques-Louis David, peintre, fréquentait la maison du marchand de tableau Jean-Baptiste Pierre Lebrun et de son épouse la peintre Élisabeth Vigée Le Brun, rue de Cléry.
- Elisabeth Vigée Lebrun, peintre, rue de Cléry.
- André Chenier, poète et journaliste, vécu au 93 rue de Cléry[35].
- Michel Simon, acteur, vécu au 37 rue Beauregard[36].
- Catherine Deshayes (puis Catherine Monvoisin), dite La Voisin, chiromancienne au centre d’une des plus célèbres affaires d’empoisonnement du XVIIᵉ siècle (l’affaire des poisons).[37],[38],[39]
- Vidocq a résidé au 13 galerie Vivienne[40].
- Léon Blum est né et a résidé au 151, rue Saint-Denis[41],[42].

### Figures régulières et visiteurs notoires
- Anna Maria Mozart séjourne rue du Sentier, entre mars et juillet 1778, où elle meurt alors qu’elle accompagne son fils[43],[44].
- Jean Jaurès travaille et fréquente la rue du Croissant[45] et la rue Montmartre.
- Georges Clémenceau travaille alors dans les bureaux du journal L’Aurore, situés au 142, rue Montmartre, notamment au moment de la parution, en janvier 1898, de l’article « J’accuse…! » d’Émile Zola, publié dans le cadre de l’affaire Dreyfus[46].

### Personnages de fiction
- Lucien de Rubempré, personnage d'Honoré de Balzac dans Illusions perdues et Splendeurs et misères des courtisanes, occupe « une chambre misérable » rue de la Lune[47].

- Zazie, héroïne du roman de Raymond Queneau Zazie dans le métro, évolue dans le film de Louis Malle, avec plusieurs scènes tournées Rue Notre-Dame-de-Bonne-Nouvelle.

## Transports en commun

### Réseau ferré

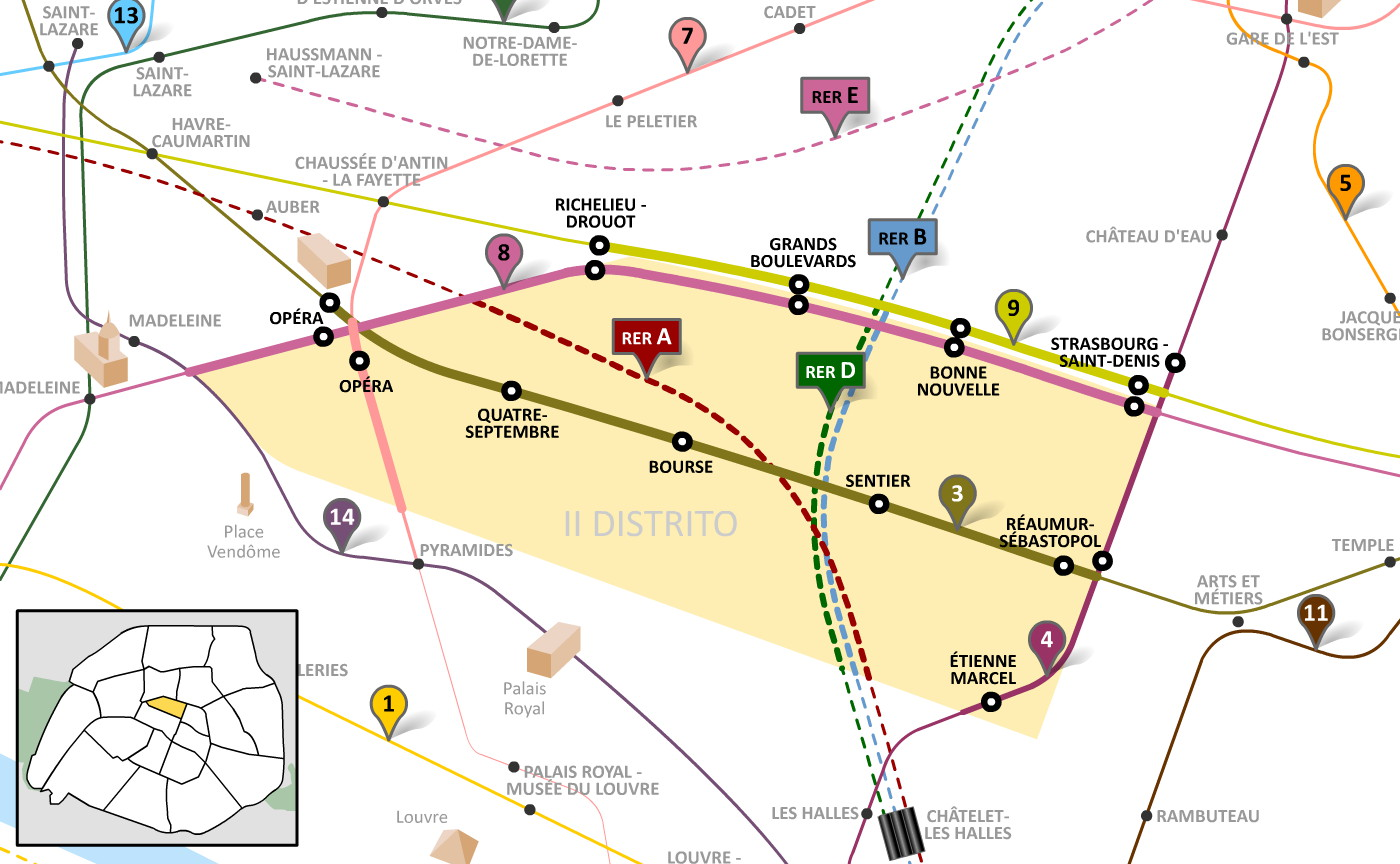

- (Opéra, Quatre-Septembre, Bourse, Sentier et Réaumur - Sébastopol).
- (Strasbourg - Saint-Denis, Réaumur - Sébastopol et Étienne Marcel).
- (Opéra et Pyramides).
- (Opéra, Richelieu - Drouot, Grands Boulevards, Bonne-Nouvelle et Strasbourg - Saint-Denis ).
- (Richelieu - Drouot, Grands Boulevards, Bonne-Nouvelle et Strasbourg - Saint-Denis ).
- (Pyramides).

### Bus
Lignes 20, 21, 22, 27, 29, 32, 38, 39, 45, 52, 66, 68, 74, 85 et 95 du réseau de bus RATP.